# San Fratello

Ubicació de San Fratello dins de la província

San Fratello (sicilià Santu Frateddu, gal-sícul San Frareau) és un municipi italià, dins de la ciutat metropolitana de Messina. L'any 2009 tenia 4.137 habitants. Limita amb els municipis d'Acquedolci, Alcara li Fusi, Caronia, Cesarò, Militello Rosmarino i Sant'Agata di Militello. És un dels municipis on encara es parla gal-sícul.

## Administració
| Període | Identitat        | Partit        |
| ------- | ---------------- | ------------- |
| 2008-   | Salvatore Sidoti | Llista cívica |

## Galeria d'imatges

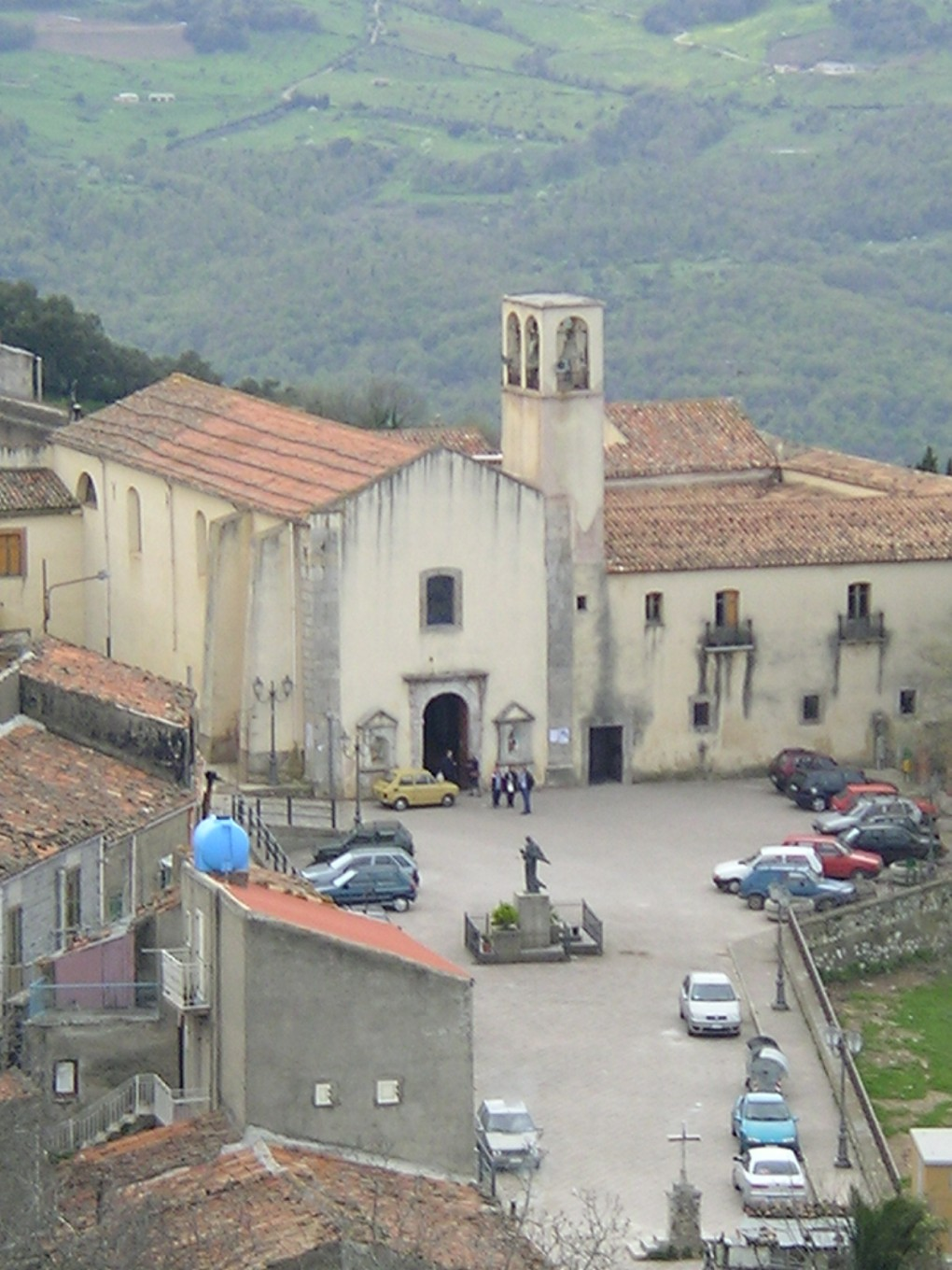
Santuari de San Benedetto il Moro i Convent franciscà.
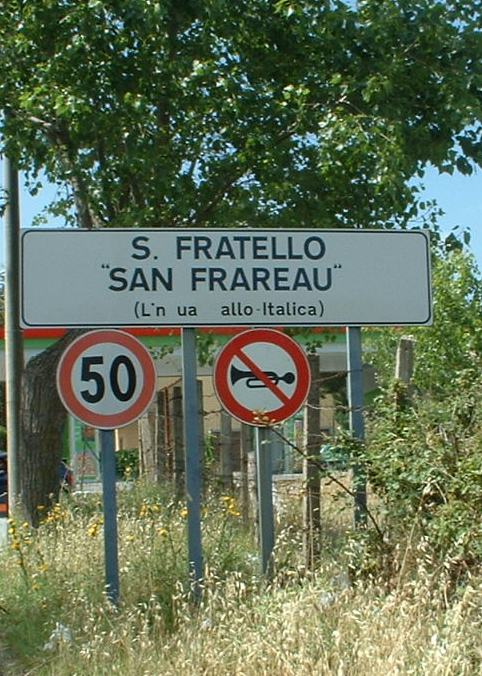
Cartell bilingüe en gal-sícul
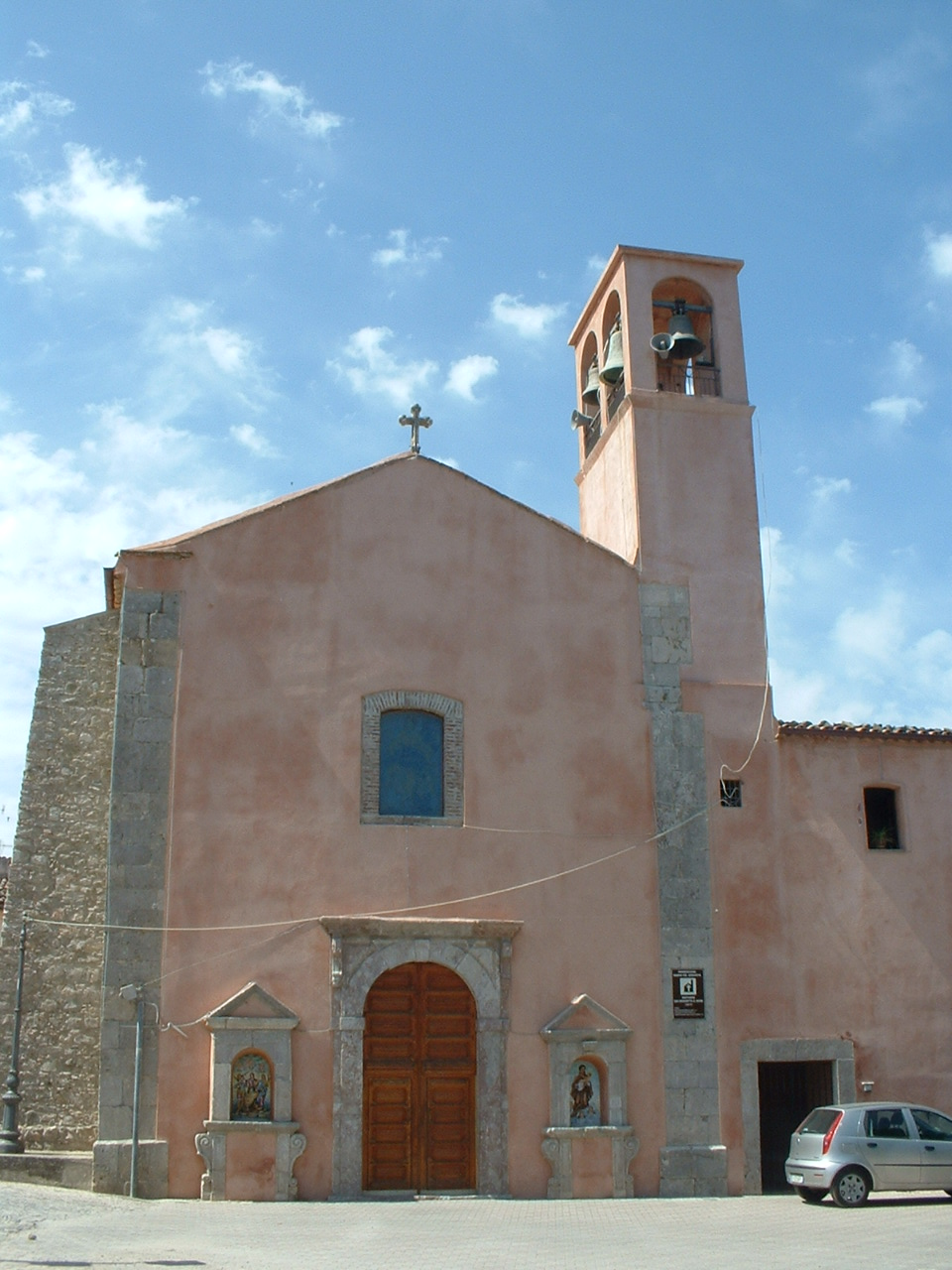
Façana del santuari de San Benedetto